# Filip Burkhardt
Filip Burkhardt (Poznań, 23 marzo 1987) è un calciatore polacco, centrocampista del Wierzyca Pelplin.
Ha un fratello anch'egli calciatore, Marcin Burkhardt.

## Carriera

### Club

#### Amica Wronki
Debutta in Ekstraklasa con l'Amica Wronki il 19 settembre 2004 nel pareggio fuori casa per 1-1 contro il Wisla Cracovia.

#### Warta Poznań
Debutta in 1. Liga con il Warta Poznań il 2 agosto 2008 nella vittoria casalinga per 2-1 contro lo Stalowa Wola, dove mette a segno una doppietta, la prima con il Warta Poznań.
Fa la sua ultima presenza con il Warta Poznań il 28 marzo 2009 nella vittoria casalinga per 4-1 contro il Tur Turek.

#### Arka Gdynia
Debutta con l'Arka Gdynia il 31 luglio 2009 nella sconfitta fuori casa per 2-1 contro il Lechia Danzica.
Segna l'unico gol con l'Arka Gdynia il 21 agosto 2010 nella vittoria per 2-0 contro il Górnik Zabrze.
Fa la sua ultima presenza nell'Arka Gdynia il 29 maggio 2011 nella sconfitta fuori casa per 5-0 contro lo Śląsk Breslavia.

#### Sandecja Nowy Sącz
Debutta con il Sandecja Nowy Sącz il 27 agosto 2011 nella sconfitta fuori casa per 0-3 contro il Warta Poznań.
La giornata dopo, il 3 settembre 2011, fa il suo primo gol con il Sandecja Nowy Sącz nella vittoria per 4-0 contro il Piast Gliwice.